# Muscisaxicola frontalis
Muscisaxicola frontalis là một loài chim trong họ Tyrannidae.
Loài này sinh sản ở phía nam Andes và trú đông ở phía bắc, đến miền Nam Peru. Môi trường sống tự nhiên của chúng là đồng cỏ ở cao nhiệt đới hoặc cận nhiệt đới.